# Сехлабатебе
Сехлабате́бе (англ. Sehlabathebe National Park) — национальный парк в восточной части Лесото. Является частью трансграничного объекта Всемирного наследия ЮНЕСКО — парка «Малоти-Дракенсберг».
Сехлабатебе был основан в 1970 году на площади около 6500 га для охраны природы Драконовых гор. На территории национального парка имеется множество карстовых пещер. Небольшие по своей площади природные комплексы африканских саванн в парке покрыты древовидным вереском.
Животный мир национального парка представлен различными видами млекопитающих (антилопа, гиены, лиса) и птиц (лысый ибис, орёл-бородач, стервятник, рябчик, чёрная цапля). В водоёмах парка обитает королевская форель.